# Pyrus syriaca
Pyrus syriaca är en rosväxtart. Pyrus syriaca ingår i släktet päronsläktet, och familjen rosväxter.

## Underarter
Arten delas in i följande underarter:
- P. s. glabra
- P. s. syriaca
- P. s. microphylla

## Bildgalleri

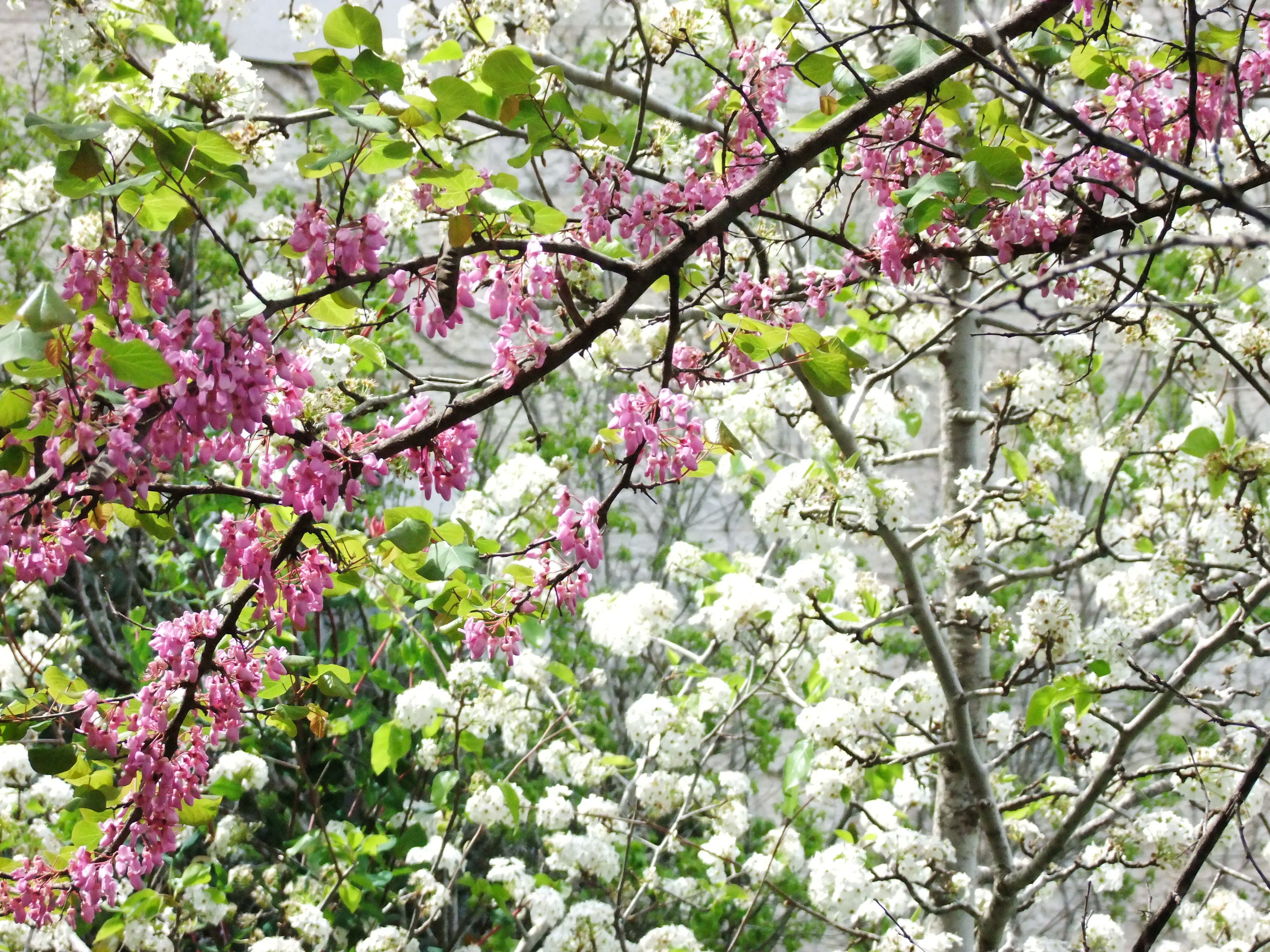
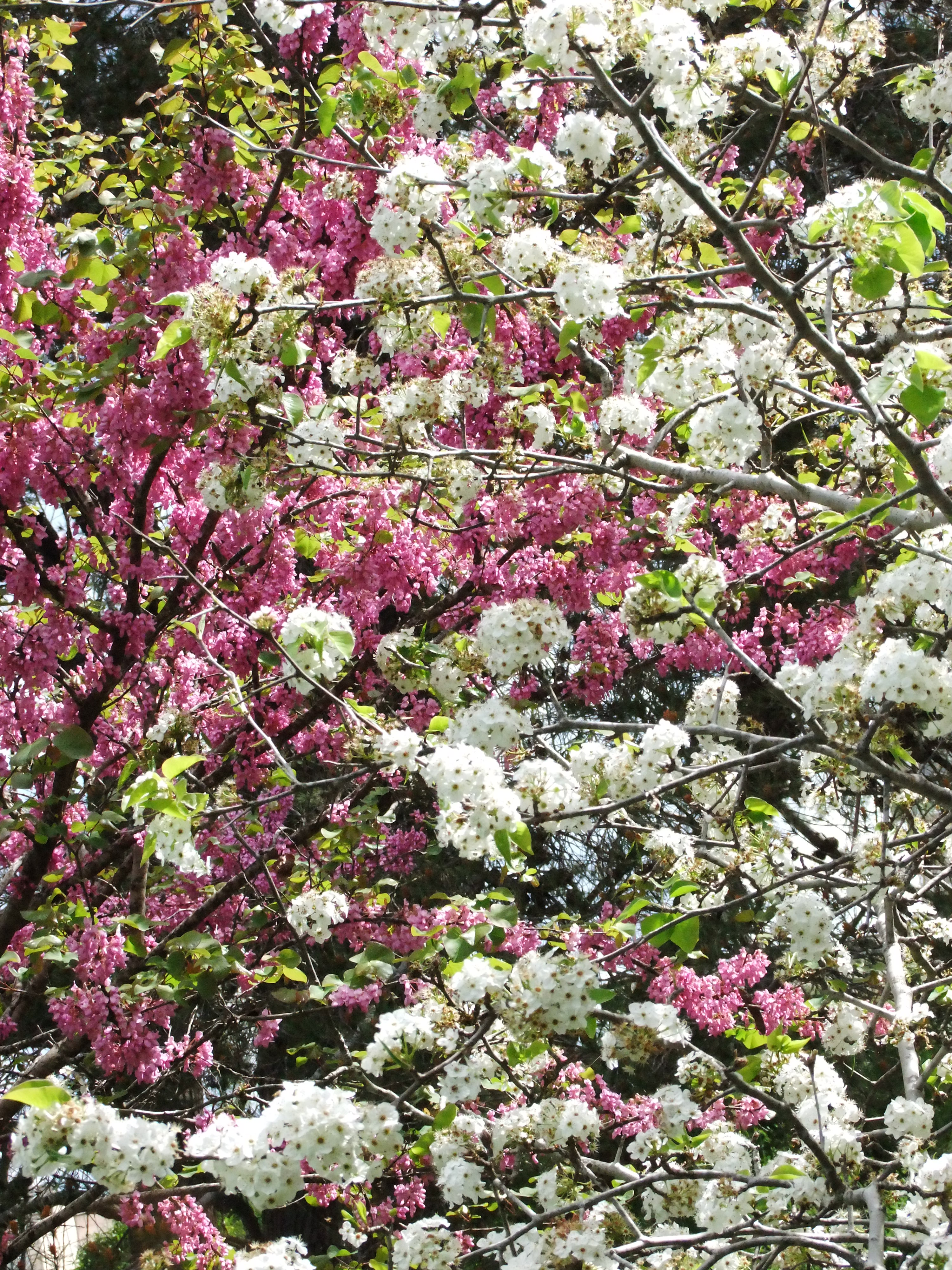
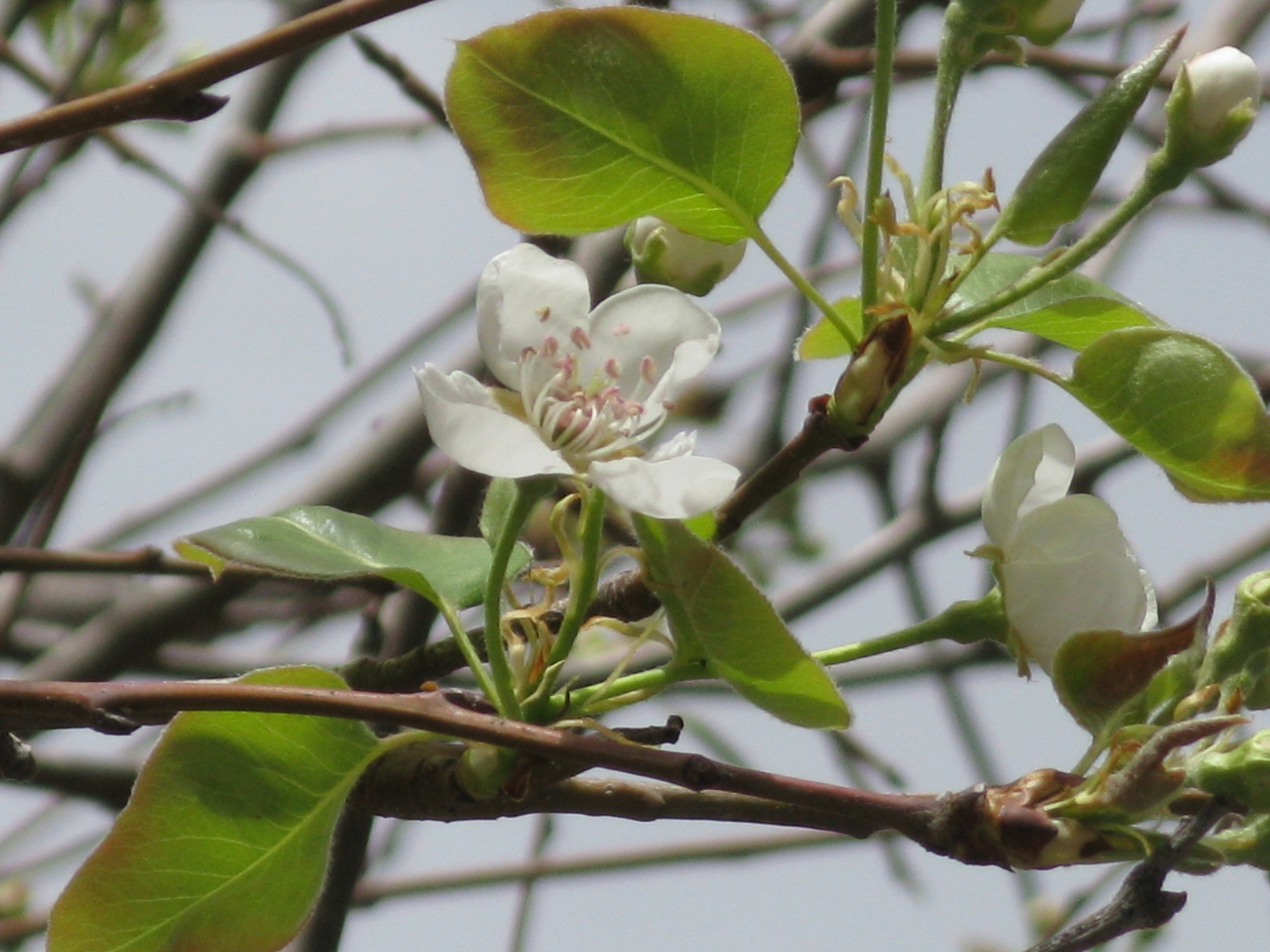